# Женска фудбалска репрезентација Италије
Женска фудбалска репрезентација Италије (итал. Nazionale di calcio femminile dell'Italia) је национални фудбалски тим који представља Италију на међународним такмичењима и под контролом је Фудбалског савеза Италије (итал. Federazione Italiana Giuoco Calcio), владајућег тела за фудбал у Италији.
Женска фудбалска репрезентација Италије је основана 1968. године. Италија је учествовала на разним незваничним међународним турнирима, била је домаћин првог незваничног Европског такмичења 1969. и Светског првенства 1970. године. Италија се квалификовала и за прво Светско првенство 1991, где је стигла до четвртфинала, и за прво Европско Првенство 1984. године. Иако је Италија била вицешампион на Европском првенству 1993. и 1997. године. У 2019. години, после 20-годишње суше, Италија се квалификовала за Светско првенство где је изједначила свој претходни најбољи учинак, пласиравши се у четвртфинале.

## Историја
Женска репрезентација је прву утакмицу одиграла 23. фебруара 1968. у Вијаређу против Чехословачке. Међутим, репрезентација још није била део Италијанске женске фудбалске федерације, која је основана 11. марта у Вијаређу. Од почетка су учествовали на разним континенталним и међународним турнирима у Европи и свету, такође постижући добре успехе. Рађањем Европског такмичења у женском фудбалу (1984), у организацији УЕФА, а касније и Светског првенства за жене, у организацији ФИФА, највиша међународна женска такмичења постала су еквивалентна мушкој.
Након свог дебија 1968. године, репрезентација Италије изашла је на терен да се такмичи на другим незваничним међународним пријатељским утакмицама и турнирима, као што је Европско такмичење 1969. на којем је постала шампион у финалу у утакмици са Данском. На Светском првенству 1970. године. у финалу су изгубиле против репрезентације Данске,  такмичења која су оба организована у Италији, и Мундијала у Мексику 1971. где су освојили треће место. Италија је 1979. године била домаћин и учествовала на незваничном Европском такмичењу и поново стигла до финала које се одржало на стадиону Сан Паоло у Напуљу и у којем је Данска поново тријумфовала. Између 1981. и 1988. одржано је пет издања Мундијалита, међународног турнира само са позивницама, једног од најпрестижнијих догађаја на женској фудбалској сцени пре оснивања Светског првенства за жене. Осим првог издања 1981. које је организовано у Јапану, наредна четири су организована у Италији, где је репрезентација Италије остварила три победе и укупно два друга места. Тријумфи су стигли 1981. освојивши групу, 1984. у финалу савладавши Западну Немачку и 1984. у финалу САД, док је у друга два издања изгубила финале од Енглеске.

## Играчице са највише погодака
| #  | Играчица            | Период    | Голова | Утакмица | Просек |
| -- | ------------------- | --------- | ------ | -------- | ------ |
| 1  | Елизабета Вињото    | 1970–1989 | 97     | 95       | 1.02   |
| 2  | Каролина Мораце     | 1978–1997 | 95     | 136      | 0.7    |
| 3  | Кристијана Ђирели   | 2011–     | 36     | 67       | 0.54   |
| 4  | Патриција Панико    | 1996–2014 | 35     | 83       | 0.42   |
| 5  | Антонела Карта      | 1984–1999 | 30     | 110      | 0.27   |
| 6  | Ида Голин           | 1976–1987 | 29     | 41       | 0.71   |
| 7  | Меланија Габијадини | 2011–2017 | 26     | 56       | 0.46   |
| 8  | Данијела Сабатино   | 2011–     | 25     | 61       | 0.41   |
| 9  | Барбара Бонансеа    | 2012–     | 23     | 63       | 0.37   |
| 10 | Ђудита Скјаво       | 1970–1976 | 19     | 29       | 0.66   |

Ажурирано: 7. март 2020.. Подебљана слова код имена означавају играчицу који још увек игра или је доступан за избор.

## Такмичарски рекорд

### Светско првенство за жене
| Светско првенство у фудбалу за жене − резултати                              | Светско првенство у фудбалу за жене − резултати | Светско првенство у фудбалу за жене − резултати | Светско првенство у фудбалу за жене − резултати | Светско првенство у фудбалу за жене − резултати | Светско првенство у фудбалу за жене − резултати | Светско првенство у фудбалу за жене − резултати | Светско првенство у фудбалу за жене − резултати | Светско првенство у фудбалу за жене − резултати |               | Квалификациони резултати | Квалификациони резултати | Квалификациони резултати | Квалификациони резултати | Квалификациони резултати | Квалификациони резултати |
| Година                                                                       | Коло                                            | Позиција                                        | Ута                                             | Поб                                             | Нер*                                            | Изг                                             | ГД                                              | ГП                                              | Ута           | Поб                      | Нер                      | Изг                      | ГД                       | ГП                       |                          |
| 1991                                                                         | Четвртфинале                                    | 6. од 12.                                       | 4                                               | 2                                               | 0                                               | 2                                               | 8                                               | 5                                               | УЕФА 1991.    | УЕФА 1991.               | УЕФА 1991.               | УЕФА 1991.               | УЕФА 1991.               | УЕФА 1991.               |                          |
| 1995                                                                         | Нису се квалииковале                            | Нису се квалииковале                            | Нису се квалииковале                            | Нису се квалииковале                            | Нису се квалииковале                            | Нису се квалииковале                            | Нису се квалииковале                            | Нису се квалииковале                            | УЕФА 1995.    | УЕФА 1995.               | УЕФА 1995.               | УЕФА 1995.               | УЕФА 1995.               | УЕФА 1995.               |                          |
| 1999                                                                         | Групна фаза                                     | 9. од 16.                                       | 3                                               | 1                                               | 1                                               | 1                                               | 3                                               | 3                                               | 6             | 5                        | 1                        | 0                        | 11                       | 4                        |                          |
| 2003                                                                         | Нису се квалииковале                            | Нису се квалииковале                            | Нису се квалииковале                            | Нису се квалииковале                            | Нису се квалииковале                            | Нису се квалииковале                            | Нису се квалииковале                            | Нису се квалииковале                            | 6             | 2                        | 1                        | 3                        | 7                        | 7                        |                          |
| 2007                                                                         | Нису се квалииковале                            | Нису се квалииковале                            | Нису се квалииковале                            | Нису се квалииковале                            | Нису се квалииковале                            | Нису се квалииковале                            | Нису се квалииковале                            | Нису се квалииковале                            | 8             | 5                        | 0                        | 3                        | 25                       | 6                        |                          |
| 2011                                                                         | Нису се квалииковале                            | Нису се квалииковале                            | Нису се квалииковале                            | Нису се квалииковале                            | Нису се квалииковале                            | Нису се квалииковале                            | Нису се квалииковале                            | Нису се квалииковале                            | 16            | 10                       | 3                        | 3                        | 48                       | 10                       |                          |
| 2015                                                                         | Нису се квалииковале                            | Нису се квалииковале                            | Нису се квалииковале                            | Нису се квалииковале                            | Нису се квалииковале                            | Нису се квалииковале                            | Нису се квалииковале                            | Нису се квалииковале                            | 14            | 9                        | 3                        | 2                        | 54                       | 11                       |                          |
| 2019                                                                         | Четвртфинале                                    | 7. од 24.                                       | 5                                               | 3                                               | 0                                               | 2                                               | 9                                               | 4                                               | 8             | 7                        | 0                        | 1                        | 19                       | 4                        |                          |
| 2023                                                                         | Биће одлучено                                   | Биће одлучено                                   | Биће одлучено                                   | Биће одлучено                                   | Биће одлучено                                   | Биће одлучено                                   | Биће одлучено                                   | Биће одлучено                                   | Биће одлучено | Биће одлучено            | Биће одлучено            | Биће одлучено            | Биће одлучено            | Биће одлучено            |                          |
| Укупно                                                                       | Најбољи: Четвртфинале                           | 3/9                                             | 12                                              | 6                                               | 1                                               | 5                                               | 20                                              | 12                                              | 58            | 38                       | 8                        | 12                       | 164                      | 42                       |                          |
| \| * Нерешени мечеви укључују одлуке о нокаут мечевима одлучене пеналима. \| |                                                 |                                                 |                                                 |                                                 |                                                 |                                                 |                                                 |                                                 |               |                          |                          |                          |                          |                          |                          |
| * Нерешени мечеви укључују одлуке о нокаут мечевима одлучене пеналима.       |                                                 |                                                 |                                                 |                                                 |                                                 |                                                 |                                                 |                                                 |               |                          |                          |                          |                          |                          |                          |

### Европско првенство у фудбалу за жене
| Европско првенство у фудбалу за жене − резултати                             | Европско првенство у фудбалу за жене − резултати | Европско првенство у фудбалу за жене − резултати | Европско првенство у фудбалу за жене − резултати | Европско првенство у фудбалу за жене − резултати | Европско првенство у фудбалу за жене − резултати | Европско првенство у фудбалу за жене − резултати | Европско првенство у фудбалу за жене − резултати | Европско првенство у фудбалу за жене − резултати |     | Квалификациони резултати | Квалификациони резултати | Квалификациони резултати | Квалификациони резултати | Квалификациони резултати | Квалификациони резултати |
| Година                                                                       | Коло                                             | Позиција                                         | Ута                                              | Поб                                              | Нер*                                             | Изг                                              | ГД                                               | ГП                                               | Ута | Поб                      | Нер                      | Изг                      | ГД                       | ГП                       |                          |
| 1984                                                                         | Полуфинале                                       | н/п                                              | 2                                                | 0                                                | 0                                                | 2                                                | 3                                                | 5                                                | 6   | 5                        | 0                        | 1                        | 12                       | 1                        |                          |
| 1987                                                                         | Треће место                                      | 3. од 4.                                         | 2                                                | 1                                                | 0                                                | 1                                                | 2                                                | 3                                                | 6   | 5                        | 1                        | 0                        | 13                       | 6                        |                          |
| 1989                                                                         | Четврто место                                    | 4. од 4.                                         | 2                                                | 0                                                | 1                                                | 1                                                | 2                                                | 3                                                | 8   | 5                        | 2                        | 1                        | 20                       | 5                        |                          |
| 1991                                                                         | Четврто место                                    | 4. од 4.                                         | 2                                                | 0                                                | 0                                                | 2                                                | 1                                                | 5                                                | 8   | 3                        | 4                        | 1                        | 13                       | 5                        |                          |
| 1993                                                                         | Другопласиране                                   | 2. од 4.                                         | 2                                                | 0                                                | 1                                                | 1                                                | 1                                                | 2                                                | 6   | 5                        | 1                        | 0                        | 18                       | 6                        |                          |
| 1995                                                                         | Нису се квалификовале                            | Нису се квалификовале                            | Нису се квалификовале                            | Нису се квалификовале                            | Нису се квалификовале                            | Нису се квалификовале                            | Нису се квалификовале                            | Нису се квалификовале                            | 8   | 4                        | 1                        | 3                        | 18                       | 11                       |                          |
| 1997                                                                         | Другопласиране                                   | 2. од 8.                                         | 5                                                | 2                                                | 2                                                | 1                                                | 7                                                | 6                                                | 6   | 4                        | 2                        | 0                        | 16                       | 3                        |                          |
| 2001                                                                         | Групна фаза                                      | н/п                                              | 3                                                | 1                                                | 1                                                | 1                                                | 3                                                | 4                                                | 8   | 3                        | 3                        | 2                        | 9                        | 8                        |                          |
| 2005                                                                         | Групна фаза                                      | н/п                                              | 3                                                | 0                                                | 0                                                | 3                                                | 4                                                | 12                                               | 10  | 6                        | 3                        | 1                        | 20                       | 10                       |                          |
| 2009                                                                         | Четвртфинале                                     | н/п                                              | 4                                                | 2                                                | 0                                                | 2                                                | 5                                                | 5                                                | 10  | 8                        | 0                        | 2                        | 26                       | 8                        |                          |
| 2013                                                                         | Четвртфинале                                     | н/п                                              | 4                                                | 1                                                | 1                                                | 2                                                | 3                                                | 5                                                | 10  | 9                        | 1                        | 0                        | 35                       | 0                        |                          |
| 2017                                                                         | Групна фаза                                      | н/п                                              | 3                                                | 1                                                | 0                                                | 2                                                | 5                                                | 6                                                | 8   | 6                        | 0                        | 2                        | 26                       | 8                        |                          |
| 2022                                                                         | Кваливиковале се                                 | Кваливиковале се                                 | Кваливиковале се                                 | Кваливиковале се                                 | Кваливиковале се                                 | Кваливиковале се                                 | Кваливиковале се                                 | Кваливиковале се                                 | 10  | 8                        | 1                        | 1                        | 37                       | 5                        |                          |
| Укупно                                                                       | Најбољи: Другопласирани                          | 11/12                                            | 32                                               | 8                                                | 6                                                | 18                                               | 36                                               | 56                                               | 104 | 71                       | 19                       | 14                       | 263                      | 76                       |                          |
| \| * Нерешени мечеви укључују одлуке о нокаут мечевима одлучене пеналима. \| |                                                  |                                                  |                                                  |                                                  |                                                  |                                                  |                                                  |                                                  |     |                          |                          |                          |                          |                          |                          |
| * Нерешени мечеви укључују одлуке о нокаут мечевима одлучене пеналима.       |                                                  |                                                  |                                                  |                                                  |                                                  |                                                  |                                                  |                                                  |     |                          |                          |                          |                          |                          |                          |

## Такмичарска достигнућа
| Такмичење                            |   | 2 | 3 | Укупно |
| ------------------------------------ | - | - | - | ------ |
| Светско првенство у фудбалу за жене  | 0 | 0 | 0 | 0      |
| Олимпијске игре                      | 0 | 0 | 0 | 0      |
| Европско првенство у фудбалу за жене | 0 | 2 | 1 | 3      |
| Медитеранске игре                    | 0 | 0 | 0 | 0      |
| Универзијада                         | 0 | 0 | 0 | 0      |
| Укупно                               | 0 | 2 | 1 | 3      |

## ФИФА рангирање
Испод је табела ФИФА Светска ранг листа за жене од 2003. године, за Италију, до данас.